# Tereos
Tereos er et fransk fødevarekooperativ, der bearbejder landbrugsråvarer til sukker, alkohol, stivelse og bioethanol. De har 44 fabrikker i 9 lande og ca. 22.000 ansatte.